# لوكا بيزيني
لوكا بيزيني (بالإيطالية: Luca Pizzini)‏ (مواليد 8 أبريل 1989) هو سبّاح إيطالي، مثّل بلاده في الألعاب الأولمبية الصيفية 2016.

## روابط خارجية
لوكا بيزيني على موقع الاتحاد الدولي للسباحة (الإنجليزية)
- لوكا بيزيني على موقع SwimRankings.net (الإنجليزية)
- لوكا بيزيني على موقع أوليمبيديا (الإنجليزية)